# World Series 1963
Die World Series 1963 war die 60. Auflage des Finals der Major League Baseball. Es standen sich die Meister der American League, die New York Yankees, und der Champion der National League, die Los Angeles Dodgers, gegenüber. Die Best-Of-Seven-Serie startete am 2. Oktober und endete nach vier Spielen am 6. Oktober 1963. Sieger nach vier Spielen wurden die Los Angeles Dodgers, die damit ihre dritte World Series gewinnen konnten.
Als MVP der Serie wurde der Pitcher von Los Angeles, Sandy Koufax, ausgezeichnet.

## Übersicht der Spiele
| Spiel | Datum           | Gast                | Score | Heim                | Score | Gesamtstand (LAD-NYY) | Ballpark       | Zuschauer |
| ----- | --------------- | ------------------- | ----- | ------------------- | ----- | --------------------- | -------------- | --------- |
| 1     | 2. Oktober 1963 | Los Angeles Dodgers | 5     | New York Yankees    | 2     | 1–0                   | Yankee Stadium | 69.000    |
| 2     | 3. Oktober 1963 | Los Angeles Dodgers | 4     | New York Yankees    | 1     | 2–0                   | Yankee Stadium | 66.455    |
| 3     | 5. Oktober 1963 | New York Yankees    | 0     | Los Angeles Dodgers | 1     | 3–0                   | Dodger Stadium | 55.912    |
| 4     | 6. Oktober 1963 | New York Yankees    | 1     | Los Angeles Dodgers | 2     | 4–0                   | Dodger Stadium | 55.912    |